# Лавленд (Оклахома)
Лавленд (англ. Loveland) — місто (англ. town) в США, в окрузі Тіллман штату Оклахома. Населення — 13 осіб (2010).

## Географія
Лавленд розташований за координатами 34°18′18″ пн. ш. 98°46′17″ зх. д. / 34.30500° пн. ш. 98.77139° зх. д. (34.304985, -98.771271).  За даними Бюро перепису населення США в 2010 році місто мало площу 0,58 км², з яких 0,58 км² — суходіл та 0,00 км² — водойми.

## Демографія
Згідно з переписом 2010 року, у місті мешкало 13 осіб у 5 домогосподарствах у складі 5 родин. Густота населення становила 22 особи/км².  Було 6 помешкань (10/км²).
Расовий склад населення:
| - 76,9 % — білих |

До двох чи більше рас належало 23,1 %. Частка іспаномовних становила 23,1 % від усіх жителів.
За віковим діапазоном населення розподілялося таким чином: 15,4 % — особи молодші 18 років, 38,4 % — особи у віці 18—64 років, 46,2 % — особи у віці 65 років та старші. Медіана віку мешканця становила 64,5 року. На 100 осіб жіночої статі у місті припадало 116,7 чоловіків;  на 100 жінок у віці від 18 років та старших — 120,0 чоловіків також старших 18 років.
Цивільне працевлаштоване населення становило 0 осіб. 